# 方姓
方姓为漢姓之一，在《百家姓》中排名第56位。

## 起源
方姓的來源主要有以下幾種：
- 方雷氏。为神农氏第8代孙帝榆罔子雷之后，以地名为氏。传说神农有后裔开始得雷姓。传至8代孙帝榆罔之子雷，黄帝伐蚩尤时，因功被封于方山（大致为今河南省叶县南），其后子孙有以地名为氏姓方。又有方相氏，黄帝时嫫母之后。亦为河南省方氏。[1]

- 出自姬姓。为西周后期周宣王时大夫方叔之后，以祖字为氏。据《元和姓纂》及《通志·氏族略》等所载，西周后期宣王时，有大夫方叔，在征伐淮夷、猃狁，特别是平息南方荆蛮的叛乱中居功至伟，前823年奉周宣王之命南征楚國，大勝而還，周宣王封方叔于洛（今河南省洛阳市），其子孙以祖字为姓，称为方氏，史称方姓正宗。

## 郡望
河南郡：汉高祖二年（公元前205年）改秦三川郡置郡，治所在雒阳（今河南省洛阳市东北）。隋有豫州河南郡，唐为洛州河南府，辖境都远小于汉河南郡。元为路，明为府。
新安郡：秦初置县。晋为新安郡，治所在始新（今浙江省淳安），后移治安徽省歙县一带。

## 堂号
正学堂：明朝方孝孺，以博學能文而著稱，洪武時蜀献王聘他做世子之师。建文帝时，入京做侍讲学士，齋名叫 “正学堂”，人称「正学先生」。燕王朱棣夺位，迫方写即位诏，方嚴拒，结果被杀殉国。
此外，还有堂号：“河南堂”、“六桂堂”、“敦本堂”、“观礼堂”、“伦叙堂”、“乘裕堂”、“敦必堂”、“思诚堂”、“绍远堂”、“重庆堂”、“崇考堂”、“义德堂”、“溯源堂”等。

### 書籍
1. 徐俊元等著，《中國人的姓氏》，南粵出版社(香港)，1991年。

## 延伸阅读
[在维基数据编辑]
 《百家姓》
 《欽定古今圖書集成·明倫彙編·氏族典·方姓部》，出自陈梦雷《古今圖書集成》